# Goč (Vrnjačka Banja)
Goč (srbsky Гоч) je vesnice ve střední části Srbska, ze správního hlediska spadající pod opštinu Vrnjačka Banja. Rozkládá se v její jižní části, v horské krajině pohoří Kopaonik. Je to oblíbený turistický resort, nicméně menší ve srovnání s řadou dalších v celém Srbsku.
V roce 2011 zde žilo 59 obyvatel. Z národnostního hlediska jsou z 98 % srbsk národnosti.
Vesnice je obklopena hlubokými lesy. Dominantním vrcholem je Krst, na který vede i lyžařský vlek. V Goču samotném se nachází řada ubytovacích zařízení. Místní silnice vede do měst Vrnjačka Banja a Kraljevo. Plánována je kabinová lanová dráha.